# Donggutuo
Donggutuo (东谷坨遗址,  Dōnggǔtuó yízhǐ, englisch Donggutuo site) ist eine nach dem Dorf Donggutuo (东谷坨村 Donggutuocun) des Kreises Yangyuan 阳原县 in der chinesischen Provinz Hebei benannte paläolithische Fundstätte. Sie liegt am nordöstlichen Rand des Nihewan-Beckens. Nach ihr ist die Donggutuo-Kultur (Dōnggǔtuó wénhuà 东谷坨文化 Donggutuo Culture) benannt. 
Die paläolithischen Nihewan-Stätten (Nihewan yizhi qun 泥河湾遗址群) stehen seit 2001 auf der Liste der Denkmäler der Volksrepublik China (5-2). 